# Csaba Giczy
Csaba Giczy (n. 5 august 1945, Cham, zona de ocupație americană în Germania⁠(d), Germania) este un caiacist ce a reprezentat Ungaria, medaliat olimpic. A participat la 2 ediții ale Jocurilor Olimpice (1968, 1976) în care a câștigat o medalie de argint și o medalie de bronz.